# Congregación de Jaimez
Congregación de Jaimez är en ort i Mexiko.   Den ligger i kommunen Tula och delstaten Tamaulipas, i den centrala delen av landet, 400 km norr om huvudstaden Mexico City. Congregación de Jaimez ligger 1 344 meter över havet och antalet invånare är 163.
Terrängen runt Congregación de Jaimez är varierad. Runt Congregación de Jaimez är det glesbefolkat, med 10 invånare per kvadratkilometer. Närmaste större samhälle är Tula, 16,4 km söder om Congregación de Jaimez. Omgivningarna runt Congregación de Jaimez är i huvudsak ett öppet busklandskap.